# Jean-Denis Férat
Jean Denis Férat est un homme politique français né le 16 novembre 1754 et mort le 24 avril 1807.

## Biographie
Il est député du Bas-Rhin au Conseil des Anciens le 22 germinal an V, puis siège au corps législatif de 1802 à 1807. Il est ensuite conseiller de préfecture à Strasbourg.

## Sources
- « Jean-Denis Férat », dans Adolphe Robert et Gaston Cougny, Dictionnaire des parlementaires français, Edgar Bourloton, 1889-1891 [détail de l’édition]